# Protivirusno zdravilo
Protivirusna zdravila so skupina zdravil za zdravljenje virusnih okužb. Kot antibiotiki pri bakterijskih okužbah se tudi pri različnih virusnih okužbah uporabljajo različna protivirusna zdravila, vendar pa za razliko od antibiotikov protivirusna zdravila povzročitelja bolezni ne uničijo, marveč le zavirajo njegov razvoj.
Protivirusna zdravila spadajo med protimikrobna zdravila (poleg antibiotikov, antimikotikov in antiparazitikov). So sorazmerno neškodljivi za gostitelja (človeka) in se lahko zatorej specifično uporabljajo v zdravljenju. Treba je ločiti protivirusna zdravila od viricidov; slednji ubijejo viruse in se ne uporabljajo kot zdravila temveč le kot razkužila zunaj telesa. 
Večina protivirusnih zdravil, ki so jih doslej razvili, se uporablja pri okužbah s HIV-om, herpesvirusi,virusoma hepatitisa B in C in influence A in B. 
Razvoj varnih in učinkovitih protivirusnih zdravil je težaven, ker virusi uporabljajo za razmnoževanje gostiteljeve celice in je zato zapleteno poiskati tarčo, na katero bi zdravilo delovalo in pri tem delovalo na razmnoževanje virusa, ne bi pa bilo škodljivo za človeka.
Tako kot pri večini protimikrobnih učinkovin, se tudi pri protivirusnih učinkovinah pojavlja odpornost virusov na zdravila, ker virusi sčasoma mutirajo.

## Razvrstitev glede na tarčo delovanja
Protivirusna zdravila delujejo na različna mesta v razmnoževalnem ciklu virusa:
- zaviranje pritrditve virusa na celično membrano gostiteljeve celice;
- zaviranje vdora v gostiteljevo celico;
- zaviranje slačenja virusa (sprostitev kapside in virusne dednine iz virusnega plašča);
- zaviranje sinteze virusnih jedrnih kislin in beljakovin;
- zaviranje združevannja komponent v nove virusne delce;
- zaviranje sproščanja novo nastalih virusov iz gostiteljeve celice.

| Delovanje                          | Tarča                                    | Primeri učinkovin (ciljni virus) |
| Pritrditev (adhezija) na celico    | zaviralci vstopa virusa v celico         | enfuvirtid, maravirok (HIV) |
| Vdor v celico, slačenje virusa     | zaviralci prodiranja v celico            | amantadin, rimantadin (influenca A) plekonaril (pikornavirusi) |
| Sinteza jedrnih kislin, beljakovin | zaviralci DNK-polimeraze                 | - nukleozidni + nukleotidni: idoksuridin (virus herpesa simpleksa) aciklovir, penciklovir, valaciklovir, famciklovir, brivudin, sorivudin (HSV, VZV) ganciclovir, cidofovir, calganciklovir (CMV) - drugi: foskarnet (HSV, CMV) |
| Sinteza jedrnih kislin, beljakovin | zaviralci DNK/RNK-polimeraze             | ribavirin (RSV, HCV idr.) |
| Sinteza jedrnih kislin, beljakovin | zaviralci reverzne transkriptaze         | - zaviralci reverzne transkriptaze zidovudin, didanozin, zalcitabin, stavudin, abakavir, elvucitabin, fosalvudin tidoksil, (HIV) tenofovir, lamivudin (HIV, HBV) entekavir, adefovir, telbivudin, klevudin (HBV) - nenukleozidni zaviralci reverzne transkriptaze (NNRTI): nevirapin, efavirenz, delavirdin, etravirin, emivirin, rilpivirin (HIV) |
| Sinteza jedrnih kislin, beljakovin | zaviralci inozinmonofosfat-dehidrogenaze | merimepodib (HCV) |
| Sinteza jedrnih kislin, beljakovin | zaviralci proteaze                       | lopinavir, amprenavir, indinavir, nelfinavir, ritonavir, sakvinavir, darunavir, fosamprenavir, atazanavir, mozenavir, tipranavir, feglimicin (HIV) |
| Sinteza jedrnih kislin, beljakovin | zaviralci integraze                      | raltegravir, elvitegravir (HIV) |
| Sinteza jedrnih kislin, beljakovin | protismiselni oligonukleotidi            | fomivirsen (CMV) |
| Sinteza jedrnih kislin, beljakovin | rekombinaze                              | |
| Sinteza jedrnih kislin, beljakovin | zaviralci helikaze - primaze             | |
| združevanje v nov virusni delec    | zaviralci virusnega zorenja              | bevirimat (HIV) |
| sproščanje iz celice               | zaviralci nevraminidaze                  | zanamivir, oseltamivir, peramivir (influenca A, B) |